# Manat (munt)
De manat is de munteenheid van Azerbeidzjan (Azerbeidzjaanse manat) en Turkmenistan (Turkmeense manat). Het woord manat komt van het Russische монета ('munt').
De Sovjetroebel heette manat in de socialistische sovjetrepublieken Azerbeidzjan en Turkmenistan.